# Marie-Madeleine de Scudéry
Marie-Madeleine de Scudéry, (1627 - 6 septembre 1711) est une épistolière française et belle-sœur de la célèbre romancière Madeleine de Scudéry.
Son nom de jeune fille était Marie-Madeleine du Moncel de Martinvast En 1655, elle épouse l'écrivain Georges de Scudéry. En 1658, Georges et elle ont eu un fils: Jean-Louis. Après un mariage de douze ans, son mari meurt le 14 mai 1667.
Il reste un peu plus de 150 lettres d'elle à Bussy-Rabutin.
Elle apparaît sous le nom de Sarraïde dans Le grand dictionnaire des prétieuses (1661) de Somaize. Ce passage semble indiquer qu'elle a participé à l'écriture d'Almahide, le dernier roman de son mari (Sarraïdès). Son mariage avec Georges est également un sujet (Marriage de Scudéry) dans les Historiettes de Tallemant des Réaux.

### Œuvres
- Roger de Bussy Rabutin et Marie-Madeleine de Scudéry, Correspondance (Éditeur scientifique Christophe Blanquie), Paris, Éditions Classiques Garnier, 2019, 375 p.  (ISBN 978-2-406-07803-6)

### Études
- Myriam Dufour-Maître, Scudéry (Marie-Françoise du Montcal de Martinvast, madame de), dans: Les précieuses. Naissance des femmes de lettres en France aux XVIIe siècle, Paris, Honoré Champion 2008 (Champion Classiques), p. 727.
- Évelyne Dutertre, Portrait de Madame de Scudéry, dans: Les trois Scudéry, Actes du colloque du Havre (1-5 octobre 1991), recuellis par Alain Niderst, 1993, p. 27-56
- Jean Mesnard, Le talent de madame de Scudéry, Le Cahier des Annales de Normandie 14, 1982, 91-101
- Alain Niderst, Georges et Marie-Madeleinde de Scudéry, dans: Les trois Scudéry, Actes du colloque du Havre (1-5 octobre 1991), recuellis par Alain Niderst, 1993, p. 57-65